# 上田銀行
上田銀行（うえだぎんこう）は、明治期に長野県上田町（現・長野県上田市）で設立された私立銀行。
1881年（明治14年）に、上田町の富豪であった滝沢助右衛門らを中心に私立銀行として設立。資本金10万円。
当時上田町においては、現在の八十二銀行の前身の一つである第十九国立銀行が佐久地方の豪商らを中心に設立されていた。当時長野県は養蚕業が盛んであり、銀行の設立によって融資などを通じてが経済の活性化をもたらした。こうした中、上田町の商人の間でも銀行設立の機運が高まり設立に至った。大正期に入り、志賀銀行と合併し、中信銀行（ちゅうしんぎんこう）を新たに設立し、幕を閉じた。

## 沿革
- 1881年（明治14年）5月25日：設立
- 1920年（大正9年）
  - 4月：国分銀行を合併
  - 7月：塩尻銀行を合併
- 1923年（大正12年）1月1日：志賀銀行と合併し、中信銀行を新立